# Hypodynerus melancholicus
Hypodynerus melancholicus är en stekelart som beskrevs av Carlos Schrottky 1909. Hypodynerus melancholicus ingår i släktet Hypodynerus och familjen Eumenidae. Inga underarter finns listade i Catalogue of Life.